# Eragrostis fenshamii
Eragrostis fenshamii är en gräsart som beskrevs av Bryan Kenneth Simon. Eragrostis fenshamii ingår i släktet kärleksgrässläktet, och familjen gräs. Inga underarter finns listade i Catalogue of Life.